# Vickers QF 2 pounder Mark VIII
Vickers QF 2 pounder Mark VIII е 40 mm морско, скорострелно, зенитно автоматично оръдие, разработено от британската компания „Vickers“. Представлява усъвършенствана версия на зенитния автомат Vickers QF 2 pounder Mark II. Заради характерния си звук при стрелба, както и при неговия предшественик, е широко известно като „Пом-пом“. Автоматът се поставя в механизирани установки за 4 и 8 оръдия. Четирицевните установки се използват на разрушителите и крайцерите на Кралския флот, осемстволните – на крайцерите, линкорите и самолетоносачите. В годините на Втората световна война „двуфунтовката“ Марк VIII е основно средство за близка ПВО на Кралския флот.

## История на създаването и конструкция
Оръдието има средна живучест на стволаот 5000 изстрела

## Бойно използване
В хода на бойното използване стават явни значителният брой недостатъци на автомата. Към тях, преди всичко, се отнасят недостатъчната далечина на стрелба, не позволяваща унищожаването на самолетите на противника на безопасно разстояние от кораба-носител. За сравнение, същият по калибър автомат на Bofors L60, има почти двойно по-голяма далечина на ефективната стрелба. Освен това „Пом-помите“ се оказват и много ненадеждни. Използването на брезентова лента за подаване на патроните води до честото им засядане в затвора. В резултат, британският флот още в хода на войната започва постепенен преход към оръдията „Bofors“.